# Eublemma kruegeri
Eublemma kruegeri is een vlinder van de familie van de spinneruilen (Erebidae). De wetenschappelijke naam van deze soort is voor het eerst voorgesteld als Porphyrinia kruegeri door Edward Parr Wiltshire in een publicatie uit 1970.
De soort komt voor in Soedan en Kenia.